# Laika
Laika (în rusă Лайка, literal însemnând Lătrătorul) a fost un câine din Uniunea Sovietică (n. 10 august 1954 – d. 3 noiembrie 1957) care a devenit primul animal lansat în spațiu și prima ființă decedată în afara Pământului. Puține date erau cunoscute despre impactul zborului în spațiu pentru oameni înaintea de misiunea sa. Unii cercetători nu credeau că oamenii pot supraviețui lansării sau condițiilor din afara atmosferei, așa că aceștia au văzut zborul animalelor ca un precedent necesar pentru viitoarele misiuni ale oamenilor.
Laika, numită inițial Kudreavka (rusă Кудрявка, Micuța Creață), a fost antrenată cu alți doi câini, și aleasă să ocupe nava sovietică Sputnik 2 care a fost lansată în spațiu pe data de 3 noiembrie 1957 de la Cosmodromul Baikonur 45°57′54″N 63°18′18″E / 45.965°N 63.305°E. Sputnik 2 nu a fost proiectată pentru întoarcere, astfel destinul Laikăi a fost decesul. A murit la scurt timp după lansare din cauza hipertermiei, probabil din cauza unui eșec al susținătorului central R-7 de a se separa de navă. Atât cauza cât și momentul morții au fost dezvăluite abia în 2002. Experimentul a dovedit că pasagerii vii pot surpraviețui în spațiu si pot îndura starea de imponderabilitate, pregătind terenul pentru următoarele misiuni spațiale cu subiecți umani.

## Sputnik 2
După succesul înregistrat cu Sputnik 1, liderul sovietic Nikita Hrușciov își dorea lansarea unui vehicul spațial pe 7 noiembrie 1957, dată ce reprezenta a 40-a aniversare a Revoluției din Octombrie. Un satelit sofisticat se găsea deja în construcție dar nu putea și nu va fi gata decât în luna decembrie; acest satelit va deveni ulterior Sputnik 3.
Pentru a nu depăși luna noiembrie, termenul limită desemnat, specialiștii sovietici trebuiau sa construiască un satelit nou. Hrușciov a subliniat inginerilor săi necesitatea livrării unei misiuni spectaculoase care să repete triumful repurtat de Sputnik 1 și să atragă atenția lumii asupra actelor de bravură sovietice. Proiectanții au stabilit un zbor orbital cu un câine la bord, pas planificat ca precursor necesar tentativelor cu subiecți umani. Din 1951 se folosiseră un număr de 12 câini în zboruri suborbitale și zboruri balistice, trecându-se gradual spre posibilitatea celor orbitale previzionate spre anul 1958. Pentru satisfacerea exigențelor lui Hrușciov, pregătirile au fost grăbite iar termenul limită era noiembrie 1957.
Conform surselor rusești, decizia oficială de lansare a lui Sputnik 2 s-a luat pe 10 sau 12 octombrie, lăsând doar patru săptămâni la dispoziția echipei de specialiști pentru proiectarea și construcția satelitului. Drept consecință, Sputnik 2 a fost rezultatul muncii sub presiune și grăbite, multe din elementele navei fiind schițe și proiecte brute. Pe lângă misiunea principală, aceea de a transporta în spațiul cosmic un pasager în viață, Sputnik 2 conținea și un instrumentar pentru măsurarea radiațiilor solare și razelor cosmice.
Nava a fost echipată cu un sistem de menținere a vieții constând dintr-un generator de oxigen și dispozitive pentru evitarea intoxicării cu oxigen (otrăvirea cu oxigen) și de absorbție a dioxidului de carbon. Pentru menținerea unei temperaturi joase a fost adăugat un ventilator proiectat să se activeze atunci când temperatura în cabină depășea 15 °C (59 °F). S-a adăugat mâncare sub formă gelatinoasă, suficientă pentru un zbor cu durata de șapte zile, și un echipament de colectare a deșeurilor a fost ajustat pentru dimensiunile cățelușei. Mișcările sale erau restricționate de un harnașament, Laika având doar posibilitatea de a sta în picioare, culcată sau întinsă; nu se putea întoarce, în primul rând din cauza lipsei de spațiu din cabină. O electrocardiogramă și instrumente adiționale monitorizau rata bătăilor inimii, ritmul respirației, presiunea arterială și mișcările câinelui.

## Pasagerul
Cățelușa ce va primi ulterior numele de Laika a fost găsită și aleasă dintre câinii care vagabondau pe străzile Moscovei. Oamenii de știință sovietici au decis astfel presupunând că animalele provenite din astfel de condiții sunt adaptate și pot îndura mai bine condițiile de frig extrem si foamete. Subiectul ales, Laika, era o corcitură femelă în greutate de cinci kg și în vârstă de aproximativ trei ani. Alte surse susțin valoarea greutății ca fiind de 6 kg. Personalul sovietic i-a dat mai multe nume și porecle (Kudreavka, Jucika și Limoncik) dar numele care s-a consacrat a fost Laika (Cea care Latră, Lătrătoarea), totodată și numele unei rase de câine rusești asemănătoare rasei Husky. Deși pedigriul său nu este cunoscut, este general acceptat ca fiind rezultatul unei părți husky sau o rasă nordică asemănătoare și unei posibile părți terrier.

### Antrenamentul
Atât Statele Unite cât și Uniunea Sovietică utilizaseră anterior câini în misiuni suborbitale. Trei câini au fost antrenați pentru zborul cu Sputnik 2: Albina, Mușka și Laika. Specialistul rus în viața în spațiu Oleg Gazenko a fost cel care a selecționat-o și antrenat-o pe Laika. Albina mai zburase de doua ori în rachete-test de mică altitudine și reprezenta prima opțiune alternativă de acoperire pentru Laika, iar Mușka a fost folosită pentru testarea intrumentarului și a sistemelor de menținere a vieții.
Pentru adaptarea la limitările impuse de cabina strâmtă a lui Sputnik 2, câinii au fost ținuți în cuști progresiv mai mici pe o perioada de 20 de zile. Detenția intensivă a provocat câinilor o deteriorare a stării generale de sănătate iar cercetătorii au concluzionat că doar o perioadă îndelungată de antrenament s-ar fi dovedit eficientă. Câinii au fost plasați în centrifuge care simulau accelerația rachetei și în mașini care simulau zgomotul produs de navetă. În timpul acestor antrenamente pulsul se dubla iar presiunea sângelui creștea la 30-65 torri. Au fost antrenați să mănânce un gel special cu o ridicată valoare nutritivă, gel ce reprezenta mâncarea utilizată în timpul zborurilor.

## Zborul
Potrivit unui document NASA, Laika a fost plasată în satelit pe 31 octombrie 1957 - cu trei zile înaintea lansării. În acea perioadă a anului temperatura la locul de lansare era extrem de scăzută; un furtun conectat la un radiator a fost utilizat pentru a menține o temperatură optimă în containerul Laikăi. Anterior zborului lui Sputnik 2 de la Cosmodromul Baikonur din 3 noiembrie, blana cățelușei a fost îmbibată în soluție slab alcoolizată, îngrijită, iar locurile în care se fixau senzorii-receptori, necesari monitorizării funcțiilor corporale, atent tamponate cu iod.
La apogeul accelerației respirația Laikăi a crescut de 3-4 ori raportat la ritmul obișnuit. Senzorii au indicat că ritmul cardiac era de 103 bătăi/min înaintea lansării, crescând la 240 în timpul accelerației. Odată satelitul ajuns pe orbită, partea frontală conică s-a desprins cu succes, conform planificărilor, dar „Blocul A” nu s-a separat ceea ce a dus la defectarea sistemului termic din containerul câinelui. Au apărut breșe în izolarea termică dintre componente, temperatura în cabină crescând la 40 °C (104 °F). După trei ore de imponderabilitate, pulsul Laikăi s-a stabilizat revenind la 102 bătăi/min, o perioadă de trei ori mai mare decât cea experimentată în cadrul testelor de la sol, dovedind starea de stres a câinelui. Telemetria timpurie a indicat faptul că Laika era agitată dar a mâncat hrana dozată de distributor. După 5-7 ore de la lansare, nu au mai fost recepționate semne de viață din modulul de zbor.
Savanții sovietici plănuiseră ca Laika să fie eutanasiată prin servirea unei porții de mâncare otrăvita. Timp de mulți ani, Uniunea Sovietică a oferit declarații contradictorii prin care afirma că ar fi murit din cauza privării de oxigen când bateriile au eșuat sau că Laika a murit eutanasiată. Au circulat multe zvonuri privind maniera exactă a decesului. În 1999, o serie de surse rusești susțineau că a murit atunci când cabina s-a supraîncălzit în timpul celei de-a patra zile. În octombrie 2002, Dr. Dimitri Maleshenkov, unul dintre savanții din spatele misiunii Sputnik 2, a dezvăluit faptul că Laika a murit la aproximativ 5-7 ore de la lansare, în urma supraîncălzirii și a stresului. Potrivit unei hârtii pe care a prezentat-o la Congresul World Space din Houston, Texas, „s-a dovedit că era practic imposibilă crearea unui sistem viabil de control al temperaturii în respectivele constrângeri de timp”.
După 2570 de rotații orbitale si 163 de zile, Sputnik 2 - împreună cu rămășițele cățelușei Laika - s-a dezintegrat la reintrarea în atmosfera terestră, la 14 aprilie 1958.

## Controverse
Misiunea Sputnik 2 și a trimiterii unui câine viu în spațiu au reprezentat un capitol din cursa spațială dintre Statele Unite și Uniunea Sovietică astfel că, inițial, problemele etice nu au fost dezbătute, presa vremii și opinia publică fiind preocupate de aspectele și pespectiva politică implicate. Totuși, în Marea Britanie, Royal Society for the Prevention of Cruelty to Animals (engleză Prevenirea cruzimii asupra animalelor sau RSPCA) a înregistrat proteste înca dinainte de anunțul Uniunii Sovietice privind succesul misiunii. National Canine Defence League a îndemnat iubitorii de animale la un minut de reculegere.

Sputnik 2 nu a fost proiectat pentru recuperare, soarta Laikăi fiind decisă încă de la începutul proiectului și, ulterior, a declanșat de-a lungul globului dezbateri aprinse privind relele tratamente aplicate animalelor și testele pe animale în scop științific.
| “                                | Lucrul cu animalele este o sursă de suferință pentru fiecare dintre noi. Le tratăm ca pe copii ce nu pot vorbi. Cu cât trece mai mult timp cu atât imi pare mai rău. Nu trebuia să fi făcut asta... Nu am învățat suficient din această misiune pentru a justifica moartea câinelui. | ” |
| — Oleg Gazenko despre decizia sa | |   |

 Grupuri si organizații pentru drepturile animalelor au chemat publicul larg la proteste în fața ambasadelor Uniunii Sovietice în timp ce alte demonstrații au avut loc în fața sediului Națiunilor Unite din New York. Cercetătorii de laborator din Statele Unite au oferit o oarecare susținere celor sovietici, cel puțin până la anunțul morții Laikăi.
La capitolul controverse a punctat și faptul că Belka și Strelka, următorii doi câini folosiți în zboruri spațiale, au revenit pe pământ teferi din misiuni executate cu Sputnik 5, la 3 ani de la misiunea Sputnik 2.
În Uniunea Sovietică protestele nu au cunoscut o asemenea amploare, presa, cărțile și nici opinia publică nu au pus în mod deschis întrebări asupra deciziei de a trimite un câine în spațiu pentru a muri. Abia în 1998, după prăbușirea Uniunii Sovietice, Oleg Gazenko, unul dintre savanții responsabili cu trimiterea Laikăi în spațiu, și-a exprimat public regretele pentru decizia de a o lăsa să moară.

## În cultura populară

### Literatură
Numele Laikăi este legat de pionieratul aerospațial astfel că apare într-o lista uriașă de lucrări, articole și cărți de specialitate care tratează misiunile spațiale și istoria lor. A inspirat sau a fost subiectul unor cărți science fiction și nuvele precum „Star Wreck 7: The Fido frontier” de Leah Rewolinski (1994), „Laika” de Nick Abadzis (2007), „Sputnik sweetheart” de Haruki Murakami (1999), „Dr. Who - Alien Bodies” de Lawrence Miles (1997), „Habitus” de James Flint (1998) sau „Intervention” de Julian May (1987).

### Muzică
Un număr de trupe și formații au ales să folosească numele Laika: 
- Laika - o trupă britanica de rock alternativ înființată in 1993.
- LaikaDog (sau Laika Dog) - o trupă rock din Yorkshire a cărui nume este și un joc de cuvinte (like a dog).
- Laika and the Cosmonauts - o trupă rock finlandeză înființată in 1987.

De asemenea, Laika a reprezentat sursă de inspirație pentru diferite cântece:
- Grupul pop spaniol Mecano a scris un cântec biografic intitulat „Laika”, regăsit pe albumul din 1987 Descanso Dominical.
- Pe albumul Barganville din 1993 al trupei Moxy Früvous se găsește piesa „Laika”.
- Formația suedeză The Cardigans a inclus piesa "Laika" pe albumul Sick and Tired din 1994.
- În 1994, The Divine Comedy lansează albumul Absent Friends pe care se găsesc piesele „Laika” si cea instrumentală „Laika Theme”.
- În 2002, grupul reggae Spacemonkeyz lansează albumul intitulat "Laika Come Home", un remix cu muzica interpretată de Damon Albarn și Gorillaz.
- The Arcade Fire a compus un cântec intitulat „Neighbourhood #2 (Laika)” aflat pe albumul de debut Funeral din 2004.

### Cinematografie
În 1985, apare filmul suedez Mitt liv som hund (Viața mea de câine) în regia lui Lasse Hallström (regizor al Hachi: A Dog's Story, un alt film care are ca temă destinul unui câine). Filmul tratează lipsa de putere a unui băiat în fața unui destin chinuitor, băiat ce se compară el însuși cu Laika. Filmul a câștigat mai multe premii (inclusiv un Glob de Aur) și a fost nominalizat de doua ori la Oscar pentru scenariu și regie.

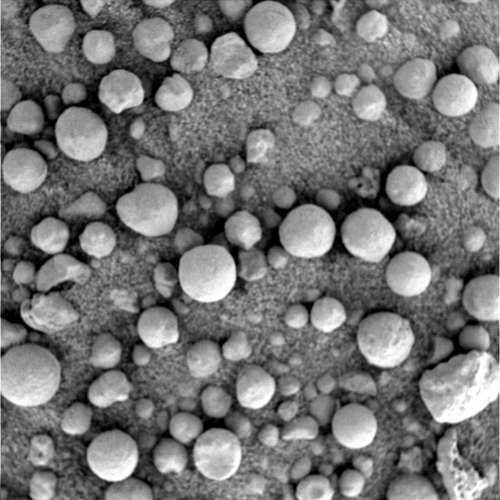
Solul marțian denumit Laika în onoarea cățelușei

### Mărci poștale
O serie de mărci poștale au fost emise mai ales în anii '50 și '60 în diverse țări: 1957, 1962, 1963, 2007 - România, 1957 - Mongolia, 1962 - Albania, 1964 - Polonia, 1971 - Emiratele Arabe Unite, 2008 - Coreea de Nord, 2004 - Sao Tome, Republica Ciad, 1962 - URSS, etc.

### Produse comerciale
Numele a fost utilizat pentru o gamă de produse comerciale în Uniunea Sovietică: țigări, gumă de mestecat și ciocolată. Imaginea cățelușei a fost imprimată pe cutii de bomboane, cartonașe, jucării. În 1999, Enix lansează în Japonia - exclusiv pe platforma PlayStation - un joc, adaptat destul de vag și imprecis după povestea Laikăi, intitulat Planeta Laika.

### Monumente
La 11 aprilie 2008, Rusia a dezvelit o statuie din bronz reprezentând-o pe Laika stând pe o rachetă. Un mic monument în onoarea sa a fost construit lângă centrul de cercetări științifice militare din Moscova ce a pregătit zborul Laikăi în spațiu.
O zonă de sol de pe Marte a fost denumită neoficial, la 9 martie 2005, cu numele Laika, după misiunea Rover de explorare a „planetei roșii”.